# Bezneutronová fúze
Bezneutronová fúze je takový způsob slučování jader atomů, při němž jen velmi malou část energie odnášejí neutrony uvolněné při reakci.
Většina využitelné energie tedy připadá na nabité částice.
Naproti tomu například při reakci 2H+3H (deuterium a tritium) na neutron a jádro 4He připadá asi 80 % kinetické energie produktů na neutron, což působí technické komplikace (ionizující záření, údržba reaktorů, účinná přeměna kinetické energie na elektrickou). K reakcím, u nichž se neutrony neuvolňují a kinetickou energii nesou elektricky nabité částice, ale dochází pouze za extrémních podmínek. Příkladem bezneutronové fúze je reakce protonu s bórem za vzniku tří alfa částic.